# Golkar
El Partido de los Grupos Funcionales (en indonesio: Partai Golongan Karya), a menudo conocido por su abreviatura Golkar, es un partido político indonesio. Fue fundado bajo el nombre de Secretaría Conjunta de Grupos Funcionales (en indonesio: Sekretariat Bersama Golongan Karya, Sekber Golkar) en 1964, y participó por primera vez en las elecciones nacionales de 1971 bajo el nombre de Grupos Funcionales. Golkar no fue oficialmente un partido político hasta 1999, cuando se le exigió convertirse en partido para participar en las elecciones.
El Golkar fue fundado en 1964, durante el gobierno de Sukarno. Con la llegada al poder de Suharto, se convirtió en el instrumento del régimen, que quería eliminar el papel de los partidos en la vida política de Indonesia. Bajo Suharto, Golkar triunfó sistemáticamente en la mayoría en las elecciones, ganando cada vez entre el 60% y el 75% de los votos. Era la única organización autorizada para tener presencia en los pueblos. En ese momento, Indonesia todavía tenía una población predominantemente rural.
Golkar fue el grupo político gobernante desde 1971 hasta 1999, bajo los presidentes Suharto y Jusuf Habibie. Posteriormente se unió a las coaliciones gobernantes bajo los presidentes Abdurrahman Wahid, Megawati Sukarnoputri y Susilo Bambang Yudhoyono. Cuando el presidente Joko Widodo del Partido Democrático Indonesio-Lucha fue elegido en 2014, Golkar inicialmente se unió a una coalición de oposición encabezada por el ex general Prabowo Subianto, pero en 2016 pasó a apoyar al gobierno de Widodo.

## Resultados electorales

### Elecciones presidenciales
|  | 22.15 % |

|  | 12.41 % |

|  | 46.85 % |

|  | 55.50 % |

a Candidatura conjunta con Gerindra, PPP, PKS, PAN, PBB y PD.
b Candidatura conjunta con PDI-P, PKB y Partido Nasdem.